# Макаріївська премія
Макаріївська премія (рос. Мака́рьевская пре́мия, Макариевская пре́мия) — російська академічна премія імені митрополита Московського і Коломенського Макарія Булгакова, заснована в 1867 році за його заповітом з метою «заохочення вітчизняних талантів, котрі присвячують себе справі науки й загальнокорисних занять …». З 1918 до 1996 рік премія не вручалася. У даний час — головна премія в галузі російської історії та історії Російської православної церкви.
Макаріївська премія вручається що два роки. Для проведення конкурсу обрана рейтингова система голосування, за результатами якого присуджуються премії трьох ступенів: перша, друга та третя, а також молодіжна премія. Лавреатам вручаються дипломи, медалі, грошові премії та багатотомна праця митрополита Макарія «Історія Російської Церкви». Сума премії змінюється щороку залежно від можливостей фонду, як правило, у бік підвищення. Найважливішим критерієм оцінки робіт є їхня наукова значимість.

## Макарівський фонд і премії в XIX— початку XX століть
Макаріївська академічна премія була заснована митрополитом Московським і Коломенським Макарієм Булгаковим. Він заповів після своєї смерті на відсотки від його заощаджень заснувати щорічні премії для заохочення вітчизняних талантів, що присвячують себе справі науки й загальнокорисним знанням.
У 1869—1879 роках були видані "високо затвердженні" правила присудження премії Високопреосвященнішого Макарія. У 1882 році був заснований «Макарівський фонд».
Макаріївська премія присуджувалися з 1884 до 1917 рік Святійшим Синодом за видатні роботи російських учених в галузі історії та богослов'я. Було чотири Макаріївських премій. Одна присуджувалася Російською академією наук (з усіх галузей науки), дві — Святійшим Синодом (за підручники й навчальні посібники з духовним дисциплін), одна — Київською духовною академією (за роботи в області духовної літератури). Жовтневий переворот 1917 року перервав цю традицію, Фонд було ліквідовано, а зекономлені кошти безслідно зникли.

Чотириразовим лауреатом був Металлов Василь Михайлович.

## Макарівський фонд і премія з кінця XX століття
Преміальний фонд пам'яті митрополита Московського і Коломенського Макарія Булгакова був відроджений у 1995 році за ініціативою Святішого Патріарха Московського і всієї Русі Алексія II. Засновники фонду — Російська православна церква, Уряд Москви та Російська академія наук.
З кінця 1990-х років Фонд очолював митрополит Воронезький і Липецький Мефодій Немцов.
У 2003 року головою Фонду став архієпископ Єкатеринбурзький і Верхотурський (нині — митрополит Ташкентський і Узбекистанський) Вікентій Морарь.
Експертна рада Макаріївского фонду складається зі світських і церковних істориків, фахівців з історії Москви та історії Росії, які представляють Російську академію наук, Московський державний університет, Московську духовну академію, Церковно-науковий центр «Православна енциклопедія». Експертну раду очолює доктор історичних наук, професор, академік РАН Карпов С. П.
Правом висунення робіт на здобуття премії мають учені й наукові ради інститутів РАН, академіки та члени-кореспонденти РАН у своїй спеціальності; вчені ради науково-дослідних і вищих навчальних закладів; вчені ради музеїв, архівів і бібліотек; Уряд Москви; Навчальний комітет Московської Патріархії; Церковно-науковий центр «Православна енциклопедія»; з благословення і рекомендації правлячих архієреїв Російської православної церкви та інших православних церков, лауреати Макаріївської премії у своїй номінації.